# Vitrimont
Vitrimont é uma comuna francesa na região administrativa de Grande Leste, no departamento de Meurthe-et-Moselle. Estende-se por uma área de 11,85 km². Em 2010 a comuna tinha 406 habitantes (densidade: 34,3 hab./km²).